# 朝香千賀子
朝香 千賀子（あさか ちかこ、1921年〈大正10年〉5月3日 - 1952年〈昭和27年〉12月6日）は、日本の旧皇族。元華族。朝香宮鳩彦王の第1王子・孚彦王の妃。旧名は、藤堂 千賀子（とうどう ちかこ）。父は、伯爵藤堂高紹。母は、真田幸民伯爵令嬢・信子。皇籍離脱前の身位は王妃で、皇室典範における敬称は殿下。皇族時代の名は、孚彦王妃 千賀子（たかひこおうひ ちかこ）であった。

## 略歴
1938年（昭和13年）12月16日、朝香宮鳩彦王の長男・孚彦王と結婚。その後、冨久子女王、誠彦王、美仍子女王の1男2女をもうける。1947年（昭和22年）10月14日、皇室典範第11条1項により夫・孚彦王や家族と共に皇籍を離脱し、以後は「朝香 千賀子（あさか ちかこ）」と名乗る。晩年は結核に倒れ、1950年（昭和25年）に自らの結核の快癒を願ってカルメル会に入りカトリック信者となったが、1952年（昭和27年）12月16日、31歳で亡くなった。1953年5月、夫・孚彦が『紅ばらのかをり』を追悼出版。

## 著作
- 『日と夜の記』（ドン・ボスコ社, 1951）

## 栄典
- 1938年（昭和13年）12月16日 - 勲二等宝冠章[3]
- 1940年（昭和15年）8月15日 - 紀元二千六百年祝典記念章[4]

## 血縁
- 父：藤堂高紹
- 母：真田信子
- 兄弟：良子 - 本子 - 国子 - 藤堂高延 - 千賀子 - 藤堂高弘
- 夫：孚彦王（朝香宮鳩彦王第1王子）
- 子女：
  - 第1王女子：冨久子女王（1941年 - 2009年）[5] - 日清製粉・鈴木克久夫人[6][7]
  - 第1王男子：誠彦王（1943年8月18日 - ）[8]子に明彦 (1972年11月7日 - )がいる。
  - 第2王女子：美仍子女王（1945年11月24日 - ）[9] - 日新製糖・坂本喜春夫人[6][10]